# Na Górze (zespół muzyczny)
Na Górze – polski zespół rockowy z wpływami punk rocka założony w 1994 roku w Domu Pomocy Społecznej w Rzadkowie. W 2008 roku dwóch muzyków przeszło z niego do zespołu Strachy Na Lachy. Obecnie grupa działa niezależnie i ma bazę w Pile. W jej skład wchodzą osoby określane jako intelektualnie niepełnosprawne oraz pełnosprawne. O zespole zrealizowano kilka reportaży, grupa była prezentowana w różnych programach TVN i TVP Kultura.
Grupa wydaje płyty sama, niezależnie, dzięki społecznościowym finansowaniom.

## Występy i twórczość
Zespół poprzedzał występy m.in. zespołów Voo Voo, Kult, Hey. Zespół wystąpił m.in. na koncercie w Pradze na festiwalu poświęconym respektowaniu praw człowieka na świecie (dochód przeznaczony na pomoc dzieciom w Czeczenii oraz uchodźcom z różnych państw), a także koncercie na Marszu Równości w Poznaniu (demonstracji przeciwko dyskryminacji ze względu na rasę, wyznanie, płeć, ubóstwo, niepełnosprawność, organizowanej przez Skłot Rozbrat).
3 sierpnia 2018 roku grupa wystąpiła na Festiwalu Pol'andRock w Kostrzynie nad Odrą. W koncercie udział wziął także Czesław Mozil, którego można też usłyszeć na jednej z płyt zespołu. Poza nim, na płytach grupy wystąpili m.in.: Jacek Budyń Szymkiewicz (Pogodno), Maciej Cieślak (Ścianka), Alek Korecki (Tilt, Elektryczne Gitary), Dawid Portasz (Jafia), Jacek Kleyff (Orkiestra Na Zdrowie), Robert Litza Friedrich (Luxtorpeda), Tomasz Budzyński (Armia).
W sierpniu 2016 grupa Na Górze w otrzymała na okres roku Złotego Gołębia. Jest to przechodnia statuetka Organizacji Narodów Zjednoczonych, stworzona w 60. rocznicę podpisania Powszechnej Deklaracji Praw Człowieka i Obywatela. Otrzymują ją osoby, organizacje, grupy które poprzez swoją działalność zwracają publiczną uwagę na podstawowe prawa godności i szacunku dla każdego człowieka.
W 2019 roku zespół wystąpił w programie „Mam Talent!” dochodząc do trzeciego miejsca w półfinale.

## Film dokumentalny
W 2018 roku o członkach zespołu nakręcono film: „Na Górze Tyrryry”. Film skupia się na życiu niepełnosprawnych muzyków z zespołu. Część z nich to pensjonariusze domu pomocy społecznej, ale dzięki swej pasji i zaangażowaniu innych osób robią to, co lubią najbardziej.
- reżyseria: Renata Kijowska
- produkcja: Anna Kokoszka-Romer
- zdjęcia: Łukasz Herod, Grzegorz Głupczyk
- dźwięk: Marcin Czapka, Mirosław Gibas, Tomasz Sikora
- montaż: Robert Ciodyk[1]

Po raz pierwszy film został zaprezentowany w 2019 roku podczas Festiwalu Mediów Człowiek w Zagrożeniu w Łodzi.
W 2020 roku film miał pokaz podczas Krakowskiego Festiwalu FIlmowego.

## Skład
Obecni członkowie:
- Adam Kwiatkowski – śpiew
- Krzysztof Nowicki – instrumenty klawiszowe
- Wojciech Retz – gitara akustyczna
- Robert Wasiak – perkusja
- Jacek Wiczyński – gitara basowa

Byli członkowie:
- Robert Bartol – śpiew
- Mariusz Nalepa – gitara elektryczna, harmonijka, flet
- Longin Bartkowiak – gitara basowa

## Dyskografia
- Kolorowomowa (1996) – kaseta magnetofonowa wydana niezależnie przez grupę Na Górze.
- Rre generacja (2001) – płyta wydana przez Roberta Lizę Friedricha.
- Satysfakcja (2003) – płyta wydana niezależnie przez grupę Na Górze (dzięki dofinansowaniu z funduszy Programu Młodzież).
- Samotność (2014) – płyta wydana niezależnie przez grupę Na Górze (dzięki społecznościowemu finansowaniu).
- Nie ma dwóch światów (2015) – 6 utworów do fragm. wierszy Jana Twardowskiego – płyta wydana niezależnie przez grupę Na Górze (dzięki dofinansowaniu ze środków Narodowego Centrum Kultury i Samorządu Województwa Wielkopolskiego).
- Mieszanka wybuchowa (2016) – płyta wydana niezależnie przez grupę Na Górze (dzięki środkom własnym i społecznościowemu finansowaniu).
- Szczerość (2018) – płyta wydana niezależnie przez grupę Na Górze (dzięki środkom własnym i społecznościowemu finansowaniu).